# هنری کارتان
 هنری کارتان (فرانسوی: Henri Cartan‎؛ ۸ ژوئیهٔ ۱۹۰۴ – ۱۳ اوت ۲۰۰۸) یک دانشمند در زمینه آنالیز ریاضی اهل فرانسه بود. او فرزند ریاضیدان فرانسوی الی کارتان بود.
وی همچنین برنده جوایزی همچون جایزه ولف شده است.